# MG Cars
MG Cars — британская автомобилестроительная фирма, ныне принадлежащая китайской компании Nanjing Automobile, в настоящее время производит серийные легковые автомобили. До продажи Nanjing Automobile MG производила спортивные автомобили. Nanjing восстановила выпуск спортивных автомобилей MG в 2007 году.
MG больше всего известна производством одного из первых двухместных открытых спортивных автомобилей. Основная фабрика располагалась в Эбингдоне, в 10 км от Оксфорда. Осенью 1980 года завод в Эбингдоне закрыт, и производство прекращено. В 1982 году производство восстановлено. В 1990—2000-е годы MG принадлежала концерну BMW. В 2005 году группа MG Rover перешла под управление купившей её компании Nanjing Automobile Group (марка SAIC).

## История
В прошлом веломеханик, Уильям Моррис занялся в начале XX века набирающей обороты торговлей автомобилями и к 1910 году уже владел крупнейшим в Оксфорде автомобильным дилерским центром, носившим название «Morris Garage».
В 1923 году Сесил Кимбер, менеджер фирмы компании Morris, организовал производство спортивных автомобилей под торговой маркой MG (Morris Garage). Созданные на узлах шасси непритязательного Morris Minor, двигатель которого имел один распределительный вал в головке цилиндров, машины MG заслужили репутацию скромного подвижного спортивного автомобиля.
Серийные модели фирмы позволили ей занять ведущее место на международной спортивной арене.
Признание
В 1927 году на свет появляется самый известный автомобиль данного бренда — MG Midget, легковой двухместный родстер, который затем станет источником вдохновения дизайнеров для современного родстера TF. Уильям Моррис занимает главенствующую позицию в реструктурированной компании MG Car Company Limited.
В 1935 году он вновь продает компанию Morris Motors, причем делает управляющим своего помощника Леонарда Лорда, а Сесил Кимбер стал уже подчиненным. В 1941 Лорд увольняет Кимбера.
Затишье
В 1950-х гг. компания MG вместе с другим британским брендом Austin Motor Company входит в состав British Motor Corporation. Расцвет фирмы начался в конце 1950-х, с приходом инженера Алека Иссигониса, который и создал переднюю подвеску для новой модели, буквально спасшей фирму, MG Y-type. Начали появляться успешные родстеры, такие как MGA, MGB, MGC, фастбек MGB GT и, конечно же, новое поколение Midget.
В 1968 году в корпорацию BMC входят такие бренды как Rover, Jaguar, Triumph, образовав British Leyland Corporation. Вскоре после этого события MG прекратили финансировать, затем после национализации компании, завод распустили.
Однако в 1982 году руководство British Leyland решает начать выпуск малолитражных автомобилей под брендом MG. Так логотип появляется на малолитражках Metro, Maestro, Montego, представлен прототип компактного электромобиля Impact.
В 2000 году, компания BMW объединила свои британские активы — фирмы MG и Rover — в единую группу MG Rover.
Закат компании и её возрождение
В 2005 году MG приобретает китайская компания Nanjing Automobile за €78 000 000.
Nanjing Automobile сразу занялась производством предыдущих моделей MG, слегка модернизировав их. Производство автомобилей было перенесено на завод компании в городе Нанкин.
В частности, в Нанкине производился аналог Rover 75 — MG7, а также седаны MG350, MG550, MG750.
26 декабря 2007 года происходит слияние NAC с SAIC, после чего MG (дизайн и производство) возвращается в Англию. 4 сентября 2008 года заводом в Лонгбридже выпускается первый после перерыва MGTF LE 500.
В мае 2011 года в Лонгбридже начинается производство хетчбэка C-класса MG6 GT, первого полностью нового MG за 16 лет. В июне 2011 года появляется MG6 Magnette (седан C-класса). В 2013 году в Лонгбридже начинается производство 5-дверного хетчбэка MG3, и в октябре 2013-го первый владелец получает ключи.
К ноябрю 2013 года в продаже имелись автомобили MG3 и MG6 модификаций GT (хетчбэк), Magnette (седан) и BTCC Edition — версия хетчбэка, отличающаяся турбированным мотором объёмом 1,8 л (при весе машины 1 490 кг) и мощностью 160 л. с., а также особым дизайном в спортивном стиле (BTCC — Чемпионат Великобритании среди легковых автомобилей, в который автомобили MG вернулись в 2012 году). В проектах компании числятся малые кроссоверы MG CS и MG Icon; по словам сотрудников компании, в будущем не исключается разработка купе или кабриолета, способного продолжить традиции MG F, MG TF и более ранних автомобилей этой марки.

## Модельный ряд
- Спортивные автомобили
  - 1924—1927 MG 14/28
  - 1927—1929 MG 14/40
  - 1929—1932 MG M-type|MG M-type Midget
  - 1931—1932 MG C-type|MG C-type Midget
  - 1931—1932 MG D-type|MG D-type Midget
  - 1931—1932 MG F-type|MG F-type Magna
  - 1932—1934 MG J-type|MG J-type Midget
  - 1932—1934 MG K-type|MG K-type Magnette
  - 1933—1934 MG L-type|MG L-type Magna
  - 1934—1936 MG N-type|MG N-type Magnette
  - 1934—1936 MG P-type|MG P-type Midget
  - 1936—1939 MG T-type#TA|MG TA Midget
  - 1939—1940 MG T-type#TB|MG TB Midget
  - 1945—1950 MG T-type#TC|MG TC Midget
  - 1950—1953 MG T-type#TD|MG TD Midget
  - 1953—1955 MG T-type#TF|MG TF Midget
  - 1955—1962 MG MGA|MGA
  - 1961—1979 MG Midget
  - 1962—1980 MG MGB|MGB
  - 1968—1969 MG MGB#MGC|MGC
  - 1973—1976 MG MGB#GT|MGB GT V8
  - 1992—1995 MG MGB#RV8|MG RV8
  - 1989, 1995—2005 MG F / MG TF|MG F|Rover austin
  - 2002—2005, 2007- MG F / MG TF|MG TF

- Малолитражные автомобили
  - 1982—1990 Rover Metro|MG Metro
  - 2001—2005 MG ZR
  - 2007- MG 3

- Компактные автомобили
  - 1933—1934 MG KN
  - 1962—1968 BMC ADO16|MG 1100
  - 1967—1973 BMC ADO16|MG 1300

- Среднеразмерные автомобили
  - 1924—1927 MG 14/28
  - 1927—1929 MG 14/40
  - 1928—1933 MG 18/80
  - 1937—1939 MG VA
  - 1947—1953 MG Y-type
  - 1953—1956 MG Magnette|MG Magnette ZA
  - 1956—1958 MG Magnette|MG Magnette ZB
  - 1959—1961 MG Magnette|MG Magnette Mk. III
  - 1961—1968 MG Magnette|MG Magnette Mk. IV
  - 1983—1991 MG Maestro
  - 1985—1991 MG Montego
  - 2001—2005 MG ZS
  - 2009— MG 550
  - 2010— MG 350
  - 2011— MG 6
  - 2012— MG 5

- Полноразмерные автомобили
  - 1936—1939 MG SA
  - 1938—1939 MG WA
  - 2001—2005 MG ZT
  - 2007—2013 MG 7

- Суперкары
  - 2002—2005 MG XPower SV
- Кроссоверы
  - 2015— MG GS

- Гоночные автомобили
  - 1930—1931 MG 18/100|MG 18/100 «Tigress»
  - 1934 MG Q-type
  - 1935 MG R-type

- Прототипы
  - 1985 MG EX-E

- Микроавтобусы
  - 1980s Rover Metro/MG Metro van[2]
  - 2003—2005 MG ZR/MG Express[2]

## Галерея
- MG Модели
- M.G. TA Midget 2-Seater Sports 1936
- 1953-1956 MG Magnette
- 1959 MGA
- 1988 MG Montego
- 2002 MG TF
- 2012 MG 5
- 2020 MG 5
- 2022 MG One β
- 2022 MG 7
- 2022 MG Cyberster